# ...Until We Felt Red
... Until We Felt Red  es el tercer álbum de estudio de la guitarrista estadounidense Kaki King. 

## Lírica y melodías
...Until We Felt Red responde a los géneros musicales New age En líneas generales una crítica de The A.V. Club afirmó que el álbum «evoca la sensación de una tormenta repentina y su despertar inmediato». Abre el álbum «Yellow» Introduce por primera vez vocales de parte de King. «You Don't Have To Be Afraid» comienza con una suave percusión, guitarras acústicas y murmuros, que luego desembocan en un repentio alze y la aparición de campanas, órgano, trompas y sonidos distorsionados. «Until We Felt Red» introduce una marcada batería «heavy metal» que se funde con ritmos intensos de la guitarra acústica de King; al final de la canción la melodía se ameniza.
«Gay Sons of Lesbian Mothers» es plenamente instrumental y la guitarra ocupa el rol principal: Kaki King la toca de manera horizontal sobre sus piernas emulando sonidos de otros instrumentos como la batería, bajo y teclado. Cuenta con su video musical dirigido por Joe Leonard.

## Lista de canciones
Todas las letras escritas por Kaki King.
| ...Until We Felt Red |                                                                              |                                                   |          |  |
| N.º                  | Título                                                                       | Música                                            | Duración |  |
| 1.                   | «Yellowcake» (Productor adicional Clifford Lane)                             | King                                              | 2:50     |  |
| 2.                   | «...Until We Felt Red» (Productor adicional Clifford Lane)                   | King, Matt Hankle (batería)                       | 4:53     |  |
| 3.                   | «You Don't Have to Be Afraid» (Productor adicional Clifford Lane)            | King, Dan Brantigan (fliscorno)                   | 8:08     |  |
| 4.                   | «Goby»                                                                       | King                                              | 3:25     |  |
| 5.                   | «Jessica»                                                                    | King                                              | 3:40     |  |
| 6.                   | «First Brain»                                                                | King, Dan Brantigan (fliscorno)                   | 3:39     |  |
| 7.                   | «I Never Said I Love You»                                                    | King                                              | 4:29     |  |
| 8.                   | «Ahuvati»                                                                    | King, Fred Lonberg-Holm (violonchelo)             | 3:40     |  |
| 9.                   | «These Are The Armies of the Tyrannized» (Productor adicional Clifford Lane) | King, Katie Cassidy (arpa), Dan Mintzer (batería) | 5:18     |  |
| 10.                  | «Second Brain»                                                               | King, Kelli Rudick (kalimba                       | 3:04     |  |
| 11.                  | «Soft Shoulder»                                                              | King                                              | 2:50     |  |
| 12.                  | «The Footsteps Die Out Forever»                                              | King                                              | 2:13     |  |
| 13.                  | «Gays Sons of Lesbian Mothers»                                               | King                                              | 4:07     |  |

- Fuente[6]

## Críticas
La inclusión de vocales en este álbum como una innovación respecto a los trabajos anteriores de King recibió críticas variadas. Jeff Tamarkin para la reseña de Allmusic afirmó no hay «declaraciones poéticas importantes» pero aseguró este álbum es el testimonio del pasaje de King de una guitarrista del circuito callejero a una «artista completa».. Noel Murray de The A.V. Club opinó sobre el rol del productor John McEntire  y comparó las melodías de ...Until We Felt Red con el sonido de bandas de los años 90 como Lush o My Bloody Valentine. Concluyó que el álbum «se aventuran demasiado lejos en la improvisación sin forma» pero destacó la combinación de sonidos tradicionales con «una veta de ambición».

## Personal
- Kaki King: guitarra, guitarra acústica, voz, acordeón, bajo, campanas, vibráfono, percusión, piano, sintetizador, guitarra Lap steel, armonio, Mbira, compositora.

### Músicos
- Kaki King
- John McEntire
- Dan Brantigan
- Katie Cassidy
- Matt Hankle
- Fred Lonberg-Holm
- Dan Mintzer
- Kelli Rudick

- Fuente:[8]